# Simonas Paulius
Simonas Paulius (ur. 12 maja 1991 roku w Kretyndze) – litewski piłkarz grający jako defensywny pomocnik.

## Kariera klubowa
Paulius w seniorskiej piłce zadebiutował 16 lipca 2009 roku w barwach litewskiego FBK Kaunas w wyjazdowym meczu 2 rundy eliminacji Ligi Europy przeciwko serbskiej Slobodzie Uzice. Pomocnik w 82 minucie zmienił Tomasa Miklineviciusa, a mecz zakończył się bezbramkowym remisem. Do 1 marca 2012 roku, czyli dnia, kiedy opuścił FBK Kaunas rozegrał w pierwszej drużynie 30 meczów zdobywając cztery bramki (29 meczów i 4 gole w litewskiej ekstraklasie). Jego następnym klubem była Dainava Atylus, w barwach której w A Lydze zagrał 15 razy. 1 lipca 2012 roku podpisał kontrakt z łotewską Windawą, w barwach której grał przez następne 5,5 roku. Ogólnie z tym klubem dwukrotnie zostawał mistrzem Łotwy (2013 i 2014) i 2 razy wygrywał krajowy puchar (2013 i 2017). W barwach Windawy Paulius zagrał w 167 oficjalnych meczach i zdobył 15 bramek. Na ten dorobek składa się 134 mecze i 13 bramek w Virslidze, 16 meczów w Pucharze Łotwy, 5 meczów w eliminacjach Ligi Mistrzów oraz 12 meczów i 2 bramki w eliminacjach Ligi Europy. 13 lutego 2018 roku Paulius powrócił do ojczyzny do klubu Kauno Žalgiris, w barwach którego zagrał 10 razy w A Lydze. 16 lipca 2018 podpisał 2-letni kontrakt z Widzewem Łódź występującym w polskiej II Lidze. W nowym klubie zadebiutował w wygranym 4:0 wyjazdowym meczu z Rozwojem Katowice. Po sezonie 2018/19 rozwiązał kontrakt z Widzewem.

## Kariera reprezentacyjna
| Data       | Przeciwnik     | Kadra     | Miejsce rozgrywania meczu                           | Ranga meczu       | Wynik | Czas gry | Bramki |
| ---------- | -------------- | --------- | --------------------------------------------------- | ----------------- | ----- | -------- | ------ |
| 01.09.2011 | Szwecja U-21   | Litwa U21 | ARVI Futbolo Arena, Mariampol, Litwa                | Eliminacje ME U21 | 0:1   | 45'      | -      |
| 11.10.2011 | Malta U-21     | Litwa U21 | Gozo Stadium, Xewkija, Malta                        | Eliminacje ME U21 | 2:0   | 87'      | -      |
| 23.01.2012 | Białoruś U-20  | Litwa U21 | SKK Peterburgsky, Petersburg, Rosja                 | Towarzyski        | 1:0   | 90'      | -      |
| 04.06.2012 | Ukraina U-21   | Litwa U21 | Stadion im. S. Dariusa i S. Girėnasa, Kowno, Litwa  | Eliminacje ME U21 | 1:0   | 45'      | -      |
| 15.08.2012 | Finlandia U-21 | Litwa U21 |                                                     | Eliminacje ME U21 | 4:3   | 90'      | 90'    |
| 10.09.2012 | Finlandia U-21 | Litwa U21 |                                                     | Eliminacje ME U21 | 1:3   | 90'      | -      |
| 29.05.2016 | Estonia        | Litwa     | Stadion Centralny, Kłajpeda, Litwa                  | Towarzyskie       | 2:0   | 8'       | -      |
| 06.06.2016 | Polska         | Litwa     | Stadion Miejski im. Henryka Rejmana, Kraków, Polska | Towarzyskie       | 0:0   | 45'      | -      |
| 22.03.2017 | Czechy         | Litwa     | Mestsky Stadion, Mladá Boleslav, Czechy             | Towarzyskie       | 0:3   | 60'      | -      |
| 26.03.2017 | Anglia         | Litwa     | Wembley Stadium, Londyn, Wielka Brytania            | Eliminacje MŚ     | 0:2   | 3'       | -      |
| 24.03.2018 | Gruzja         | Litwa     | Mikheil Meskhi Stadium, Tbilisi, Gruzja             | Towarzyskie       | 0:4   | 9'       | -      |
| 27.03.2018 | Armenia        | Litwa     | Stadion Hrazdan, Erywań, Armenia                    | Towarzyskie       | 1:0   | 1'       | -      |
| 30.05.2018 | Estonia        | Litwa     | Rakvere linnastaadion, Rakvere, Estonia             | Towarzyskie       | 0:2   | 45'      | -      |
| 05.06.2018 | Łotwa          | Litwa     | Stadion LFF, Wilno, Litwa                           | Towarzyskie       | 1:1   | 58'      | -      |
| 08.06.2018 | Iran           | Litwa     | FC Spartak Academy Stadium, Moskwa, Rosja           | Towarzyskie       | 0:1   | 3'       | -      |
| 12.06.2018 | Polska         | Litwa     | PGE Narodowy, Warszawa, Polska                      | Towarzyskie       | 0:4   | 58'      | -      |